# Бокзе
Бокзе (нем. Boksee) — община в Германии, в земле Шлезвиг-Гольштейн.
Входит в состав района Плён. Подчиняется управлению Прец-Ланд. Население составляет 467 человек (на 31 декабря 2010 года). Занимает площадь 5,52 км².